# Тифозі

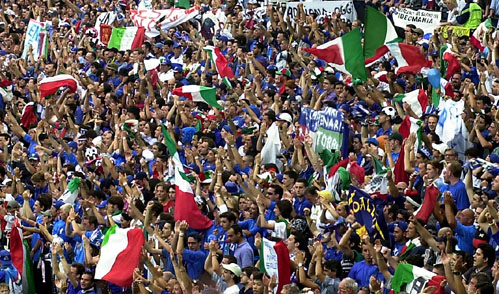
Тифозі футбольної збірної Італії на Євро-2000

Тифо́зі (тіфозі, італ. tifosi) — італійське слово для означення спортивних фанатів.
«Tifosi» — це множина від «tifoso», походить від слова тиф (італ. tifo), бо фанати поводяться так, ніби хворі в гарячці. Так, спільноту фанів певного футбольного клубу італійською мовою називають «тіфозерія» (tifoseria).
Згодом термін поширився до інших країн і почав означати, загалом, стиль уболівання на матчах, який включає в себе перфоманси, які називають «тіфо». Це шоу з використанням прапорів, банерів і модулів.